# Yunus Pascià
Yunus Paşa (in turco ottomano: يونس پاشا) (... – Tokat, 13 settembre 1517) è stato un politico ottomano. Fu Gran Visir dell'Impero Ottomano per otto mesi nel 1517, prestando servizio dal 30 gennaio fino alla sua morte il 13 settembre.

## Biografia
Yunus era di origine albanese, greca o bulgara. Fu portato in Turchia con il sistema devşirme (preso dalla sua famiglia e convertito all'Islam per diventare un burocrate / soldato ottomano) in giovane età, Yunus fu cresciuto fino a diventare un giannizzero, diventando infine agha (comandante supremo) del corpo. Nel 1511 divenne visir nel divano (il governo ottomano) e nel beylerbey (alto amministratore provinciale) dell'Eyalet di Anatolia.
Yunus Pascià ebbe un grande ruolo nella guerra ottomano-mameluca (1516-1517). Dopo la vittoria ottomana nella battaglia di Marj Dabiq nel 1516, Yunus Pascià, con le truppe ottomane sotto il suo comando, mobilitò le sue forze ed entrò nella città di Aleppo (nella moderna Siria), da lì invadendo le città di Hama, Homs e Damasco in rapida successione. Dopo la battaglia di Ridaniya del 1517, entrò nella città egiziana del Cairo con i suoi giannizzeri, e dopo un assedio di tre giorni, catturò la città per l'Impero Ottomano.
A causa dei suoi successi e della morte del precedente gran visir Hadim Sinan Pascià, in combattimento durante la battaglia di Ridaniya il 22 gennaio 1517, Yunus Pascià fu nominato gran visir otto giorni dopo, il 30 gennaio. Sposò Aslihan Hanımsultan, una nipote del sultano Bayezid II da sua figlia Selçuk Sultan. In seguito fu nominato governatore dell'Egitto. Dopo aver raggiunto queste doppie posizioni, Yunus Pascià avrebbe creato un sindacato di corruzione ed estorsione. Dopo che la notizia della corruzione raggiunse il sultano Selim I, il governatorato di Yunus Pascià fu revocato e dato ad Hayır Bey, lasciando Yunus Pascià con l'unico ufficio di gran visir.
Si suppone che il sultano Selim I, abbia fatto giustiziare Yunus Pascià per aver insultato l'etnia circassa del suo successore di governatorato dell'Egitto Hayır Bey, per l'amarezza di aver perso l'incarico nonostante avesse conquistato l'Egitto per conto dell'Impero Ottomano. Qualunque sia il motivo, Yunus Pascià fu giustiziato per decapitazione il 13 settembre 1517.